# NGC 2460
NGC 2460 (również PGC 22270 lub UGC 4097) – galaktyka spiralna (Sab), znajdująca się w gwiazdozbiorze Żyrafy. Odkrył ją Ernst Wilhelm Leberecht Tempel 11 sierpnia 1882 roku. Jest to galaktyka aktywna.